# Attaque de German Flatts
Guerre de Sept Ans
Batailles
- Jumonville Glen (1754)
- Fort Necessity (1754)
- Fort Beauséjour (1755)
- 8 juin 1755
- Monongahela (1755)
- Petitcoudiac (1755)
- Lac George (1755)
- Fort Bull (1756)
- Fort Oswego (1756)
- Kittanning (1756)
- En raquettes (1757)
- Pointe du Jour du Sabbat (1757)
- Fort William Henry (1757)
- German Flatts (1757)
- Lac Saint-Sacrement (1758)
- Louisbourg (1758)
- Le Cran (1758)
- Fort Carillon (1758)
- Fort Frontenac (1758)
- Fort Duquesne (1758)
- Fort Ligonier (1758)
- Québec (1759)
- Fort Niagara (1759)
- Beauport (1759)
- Plaines d'Abraham (1759)
- Sainte-Foy (1760)
- Neuville (1760)
- Ristigouche (navale) (1760)
- Mille-Îles (1760)
- Signal Hill (1762)

Le 12 novembre 1757, durant la guerre de la Conquête, des guerriers amérindiens et soldats français ont lancé un assaut sur German Flatts, sur le côté nord de la rivière Mohawk dans la Province de New York. Le village d'Allemands du Palatinat du Rhin fut détruit et la moitié des réfugiés furent ramenés à Montréal. Depuis 1788, le village a été appelé Herkimer dans l'État de New York.

## Historique
La saison de campagne pour 1757 avait été un succès pour les autorités de Nouvelle-France. Les Britanniques avaient échoué dans leur expédition contre Louisbourg et été défaits lors de la bataille de Fort William Henry par les Français et leurs alliés amérindiens. Le gouverneur de la Nouvelle-France, le Marquis de Vaudreuil, avait tenté de convaincre les colons allemands de la vallée de la rivière Mohawk à soutenir la cause française. Quand les Allemands ont échoué à appuyer les Français durant l'assaut sur le Fort William Henry en août, Vaudreuil a décidé d'envoyer une expédition punitive contre eux. Il a attaqué le village appelé German Flatts, sur le côté nord de la rivière Mohawk, à l'ouest de Little Falls. 
Vaudreuil a assemblé une force d'environ 300 soldats à Lachine sous le commandement de François-Marie Picoté de Belestre, un commandant expérimenté dans les troupes de la Marine. Le 20 octobre, cette compagnie quitte Lachine et voyage jusqu'au fleuve Saint-Laurent et le long de la rive du lac Ontario à l'embouchure de la rivière Oswego, site de la bataille de Fort Oswego. De là, ils ont voyagé jusqu'à la rivière, ont traversé l'Oneida à la rivière Mohawk, et sont descendus vers German Flatts. Ils sont arrivés près de la colonie le 11 novembre.
À l'époque, German Flatts était composé d'environ 5 tours Martello, 60 maisons et 300 colons. Bien que les Onneiouts avaient prévenu de l'attaque, les colons ne les avaient pas crus et n'avaient fait aucune préparation défensive.